# Allgemeiner Plattdeutscher Verband
Der Allgemeine Plattdeutsche Verband (e.V.) wurde 1885 in Berlin gegründet. Er verstand sich als Dachverband der örtlichen plattdeutschen Verbände in Deutschland.
Ziele des Verbandes waren:
- Pflege der plattdeutschen Sprache und Literatur durch Förderung aller Bestrebungen, welche geeignet sind, die plattdeutsche Sprache als lebendige Volkssprache zu erhalten und ihr diejenige Stelle in der Literatur anzuweisen, die ihr gebührt
- Vereinigung sämtlicher plattdeutscher Vereine, plattdeutscher Landsmannschaften und Gesellschaften zu einem organischen Verbande
- Agitation zur Gründung neuer plattdeutscher Vereine
- gegenseitige Unterstützung der einzelnen Vereine durch Aushilfe bei Vorträgen, Vorlesungen, Aufführungen usw. mittels geeigneter Kräfte
- Verwaltung der „Fritz Reuter-Stiftung“

Die Stiftung sollte die besten niederdeutschen Schriften sowie alle auf die Erhaltung und Förderung der niederdeutschen Mundarten gerichteten Bestrebungen von hervorragender Bedeutung durch Ehrenpreise auszeichnen. Um 1910 gehörten dem Preisrichterkollegium an:
- Wilhelm Seelmann, Berlin
- Johannes Trojan, Warnemünde
- Adolf Brandt, Rostock
- Richard Dohse, Frankfurt am Main
- Karl Seemann, Verbands-Vorsitzender

Der Verband gab die Zeitschrift De Eekbom, Jahrbücher („Johrbok“) sowie Bücher und Zeitschriften heraus, u. a. Die Ziele der neuplattdeutschen Bewegung, Verzeichnis der Plattdeutschen Kunstlieder oder Plattdeutsche Jugendschriften.
Um 1910 gehörten dem Verband Vereine in folgenden Städten an: Altona, Alveslohe, Barmstedt, Berlin (10 Vereine), Bernitt, Braunschweig, Breslau, Bützow, Koblenz, Danzig, Darmstadt, Dresden, Düsseldorf, Duisburg, Eberswalde, Eisenach, Elberfeld, Elmshorn, Flensburg, Frankfurt am Main, St. Gallen, Goldberg, Greifswald, Güstrow, Hachmühlen, Hamburg, Hamburg-Eilbek, Hamburg-Eimsbüttel, Hannover, Herne, Kiel (2 Vereine), Krakow am See, Landsberg, Leipzig (2 Vereine), Lehe, Lübeck (2 Vereine), Lütjenburg, Magdeburg, Mainz, Malchin, Malchow, Malliß, Mannheim, Mittweida, Mülheim an der Ruhr, Nürnberg, Posen, Potsdam, Rendsburg, Ribnitz, Rixdorf, Rostock (2 Vereine), Spandau, Stavenhagen, Steglitz-Berlin, Stendal, Stettin (3 Vereine), Straßburg, Stuttgart, Tondern, Waren (Müritz), Warnemünde, Wilmersdorf-Berlin, Wilster und Wustrow (Fischland).